# Yankees de New York (NFL)
Pour les articles homonymes, voir Yankees de New York (homonymie).
Les Yankees de New York (en anglais : New York Yankees) étaient une franchise de la NFL (National Football League) basée à New York. Attention à ne pas confondre cette formation de football américain avec la franchise de baseball également nommée les Yankees de New York . 
Cette franchise de la NFL aujourd'hui disparue fut fondée en 1926. Elle débuta dans l'AFL puis fut admise dans la NFL en 1927. Elle mit un terme à ses activités en 1929.